# Терни (автостанція)
Автостанція «Терни» - автостанція на півночі Кривого Рогу.

## Основні напрямки

### Місцевого формування
- Терни — Дніпро
- Терни — Олександрія
- Терни — Жовті Води
- Терни — Євпаторія [джерело?]
- Терни — Судак [джерело?]
- Терни — Петрове
- Терни — Оленівка (Чорноморський район) [джерело?]

### Транзитні
- Кривий Ріг — Черкаси
- Кривий Ріг — Кременчук
- Кривий Ріг — Горішні Плавні
- Кривий Ріг — Світловодськ
- Кривий Ріг — Миргород
- Кривий Ріг — Жовті Води
- Кривий Ріг — Верхньодніпровськ
- Жовті Води — Генічеськ
- Жовті Води — Стрілкове
- Нікополь — П'ятихатки